# Sirkeermalkoha
Sirkeermalkoha (Taccocua leschenaultii) är en fågel i familjen gökar inom ordningen gökfåglar.

## Utseende
Sirkeermalkohan är en stor (42 cm), sandfärgad gök med gulspetsad, röd näbb. Den har vidare en mörk ansiktsmask med ljus ram och tydligt vita spetsar på stjärten.

## Utbredning och systematik
Sirkeermalkoha delas in i tre underarter med följande utbredning:
- Taccocua leschenaultii sirkee – förekommer i Pakistan och nordvästra Indien
- Taccocua leschenaultii infuscata – förekommer i förberg nedanför Himalaya (Kumaon till Nepal, västra Assam och Bangladesh)
- Taccocua leschenaultii leschenaultii – förekommer i södra Indien och Sri Lanka

### Släktestillhörighet
Tidigare inkluderades den tillsammans med övriga malkohor i släktet Phaenicophaeus men lyfts efter genetiska studier numera oftast ut till det egna släktet Taccocua.

## Status och hot
Arten har ett stort utbredningsområde och en population med stabil utveckling och tros inte vara utsatt för något substantiellt hot. Utifrån dessa kriterier kategoriserar internationella naturvårdsunionen IUCN arten som livskraftig (LC). Världspopulationen har inte uppskattats men den beskrivs som förhållandevis sällsynt.

## Namn
Sirkeer är ett indiskt ord för en buntad vassmatta som användes för att göra exempelvis möbler. Sirkeermalkohan trivs i vass. Dess vetenskapliga artnamn hedrar Jean Baptiste Louis Claude Théodore Leschenault de la Tour (1773-1826), fransk botaniker och ornitolog verksam som samlare av specimen i bland annat Indien och Ceylon 1816-1822.